# Pyrgotidae
Pyrgotidae (лат.) — семейство насекомых из отряда двукрылых надсемейства Tephritoidea.

## Внешнее строение
Мухи тёмной или жёлтой окраски длиной от 4 до 13 мм. Крылья обычно с тёмными пятнами и перевязями. У видов палеарктической фауны нет простых глазков. Костальная жилка крыла имеет два разрыва. Первая радиальная жилка в волосках. У самок на средних бёдрах имеются участки выполняющие сенсорную функцию.

## Биология
Личинки паразиты пластинчатоусых жуков. Имаго летают ночью или в сумерки. Самки откладывают яйца на верхнюю сторону брюшка жуков во время полёта.

## Палеонтология
В ископаемом состоянии известен один вид (Eriphia setosa) из голоценовых отложений в Танзании.

## Распространение и классификация
Встречаются во всех зоогеографических областях. Наибольшее разнообразие тропиках и субтропиках. Центрами видового богатства являются Афротропика и Австралазия. Семейство включает около 350—370 видов в 50-58 родах. Выделяют два подсемейства: Teretrurinae и Pyrgotinae. Подсемейство Teretrurinae включает пять видов, обитающих на юге Южной Америке (Чили и Аргентина). Подсемейство Pyrgotinae разделяют на трибы Prodalmanniini, Pyrgotini, Toxurini и Toxopyrgotini. Представители Toxurini встречаются только в Австралии. В состав Pyrgotidae входило подсемейство Lochmostyliinae. В 1990 году Дэвид МакАльпин выделил его самостоятельное семейство как Ctenostylidae